# Emberiza schoeniclus
Emberiza schoeniclus là một loài chim trong họ Emberizidae.

## Tham khảo

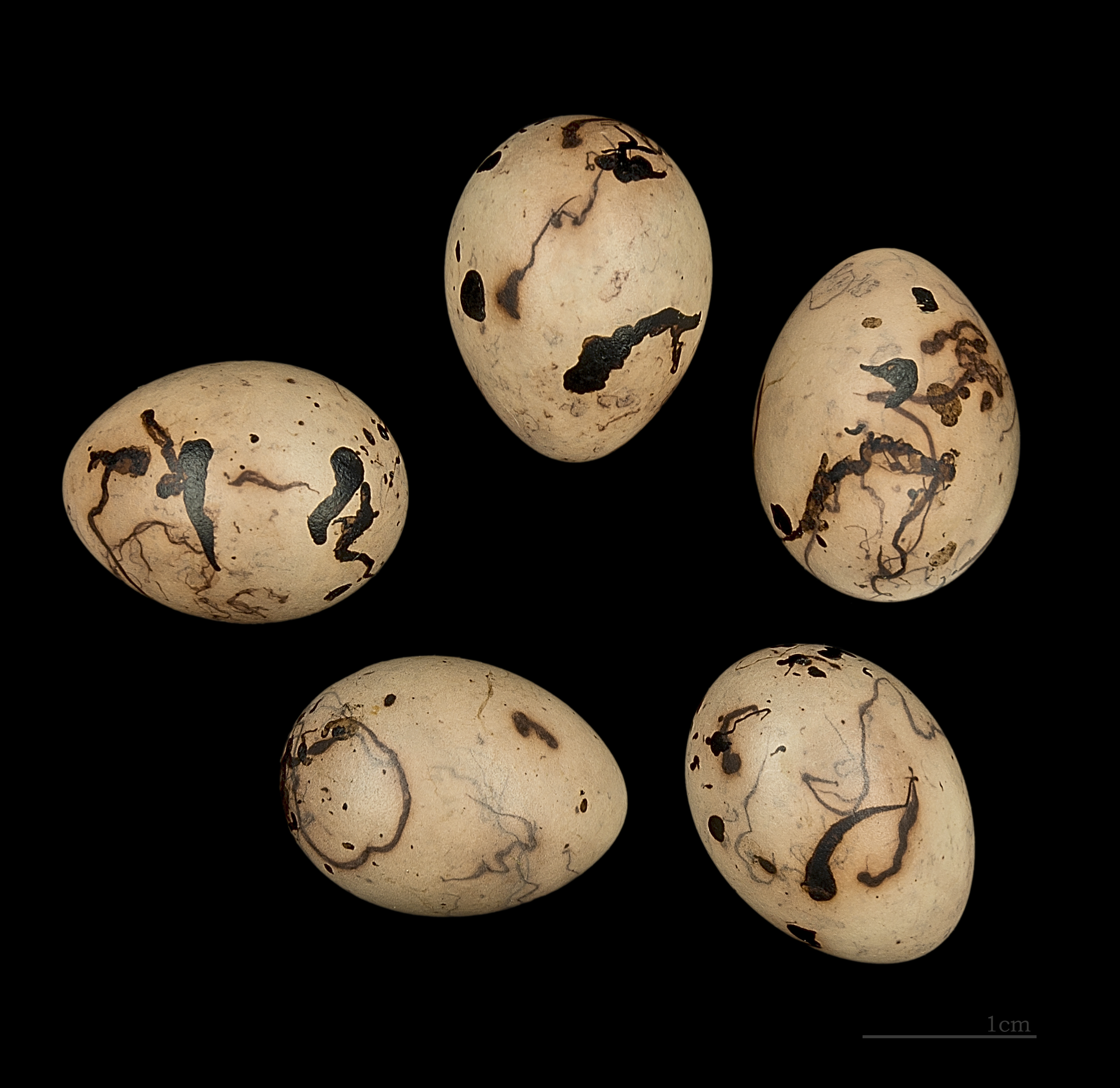
Trứng chim Emberiza schoeniclus

## Hình ảnh

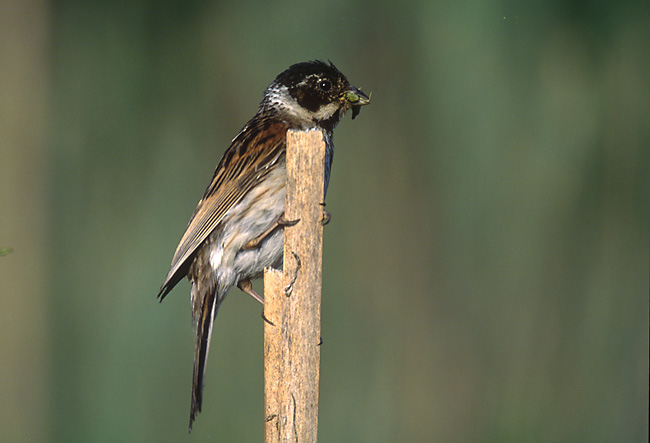
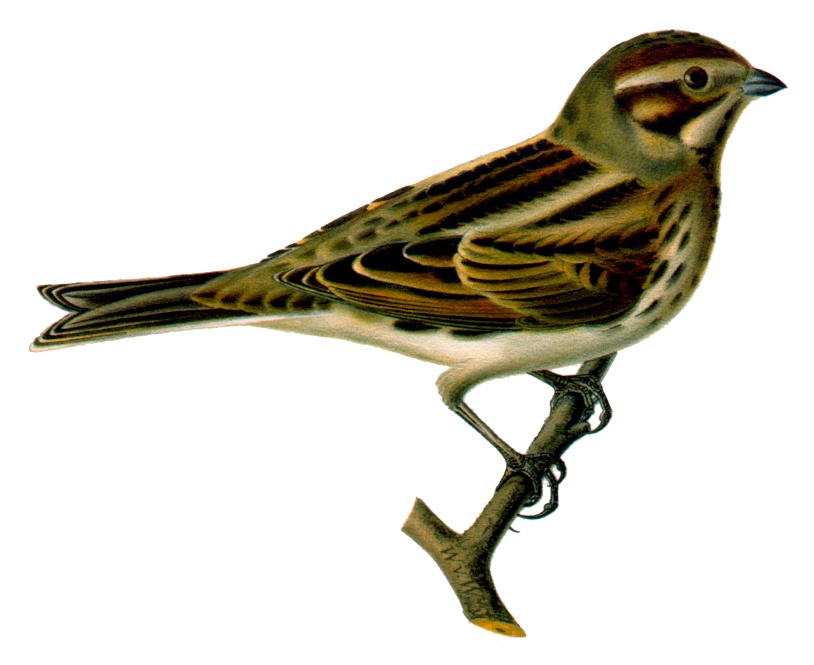
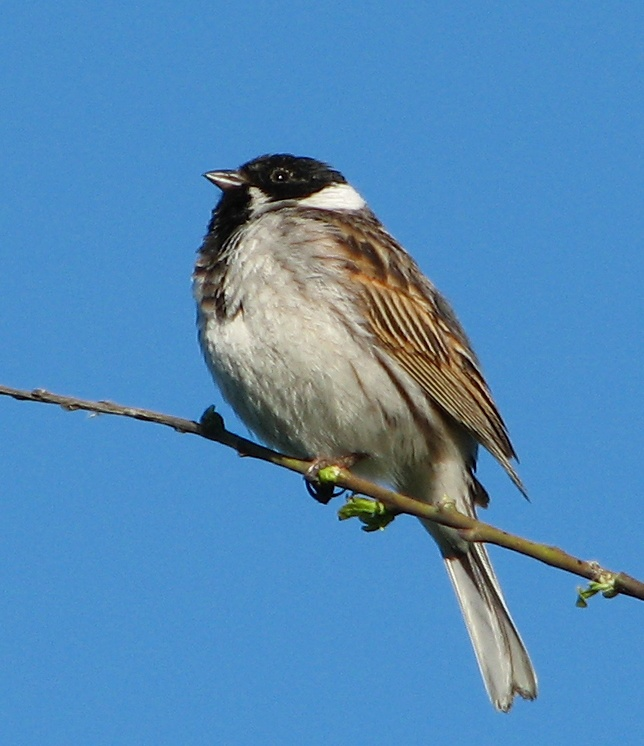

- Emberiza schoeniclus